# Peter Joseph Lenné

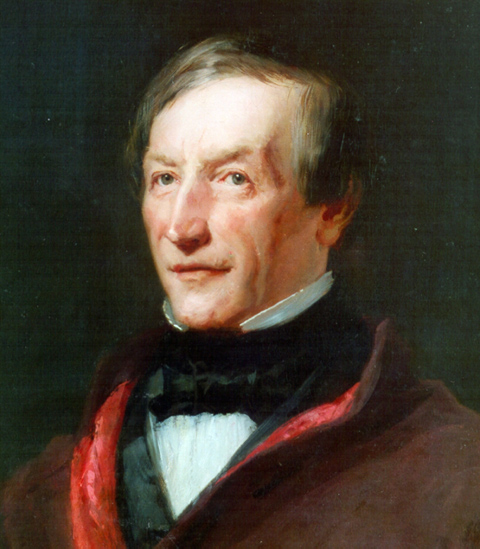
Peter Joseph Lenné.

Peter Joseph Lenné, född 29 september 1789 i Bonn, död 23 januari 1866 i Potsdam, var en tysk landskapsarkitekt och trädgårdsanläggare.
Lenné utbildade sig i Paris och München och anställdes 1816 vid de kungliga trädgårdarna i Sanssouci, Potsdam. Han utförde ett stort antal framstående trädgårdsanläggningar i Potsdam med omnejd, liksom en och annan i skilda delar av Tyskland. Han torde ha varit en av Tysklands allra mest framstående trädgårdsanläggare.